# Carl Didrik von Essen
Carl Didrik von Essen, född den 27 maj 1842 i Dalby socken, Malmöhus län, död den 12 maj 1914 i Malmö, var en svensk militär. Han tillhörde ätten von Essen af Zellie och var bror till Reinhold von Essen.
von Essen blev student vid Lunds universitet 1860. Han blev underlöjtnant vid Skånska dragonregementet 1862, löjtnant där 1872, ryttmästare där 1883 och major 1891. von Essen beviljades avsked med tillstånd att som major kvarstå i regementets reserv 1895. Han var chef för remonteringsstyrelsen 1898–1908. von Essen befordrades till överstelöjtnant i armén 1899 och till överste i armén 1907. Han erhöll avsked ur krigstjänsten 1908. von Essen blev riddare av Svärdsorden 1886 och av Vasaorden 1900 samt kommendör av andra klassen av sistnämnda orden 1903. Han vilar på Sankt Pauli södra kyrkogård i Malmö.